# Peyriat
Peyriat är en kommun i departementet Ain i regionen Auvergne-Rhône-Alpes i östra Frankrike. Kommunen ligger  i kantonen Izernore som ligger i arrondissementet Nantua. Kommunens areal är 5,96 km². År 2022 hade Peyriat 150 invånare.

## Befolkningsutveckling
Antalet invånare i kommunen Peyriat
Referens: INSEE